# Бамберг, Эрнст
Эрнст Бамберг (Ernst Bamberg; род. 9 ноября 1940, Крефельд, Германия) — немецкий биофизик, пионер в области оптогенетики. Профессор, доктор философии (1971), с 1993 года директор департамента биофизической химии Max Planck Institute of Biophysics, полный профессор Франкфуртского университета (1993—2009). Член Леопольдины (2011). Clarivate Citation Laureate (2019).
В 1971 году получил степень доктора философии по физической химии в Базельском университете. В 1976 году хабилитировался в Констанцском университете.

## Награды и отличия
- Гейзенбергский фелло (1979)
- Wissenschaftspreis: Forschung zwischen Grundlagen und Anwendungen[нем.] (2009)
- Премия Уайли (2010)
- Karl Heinz Beckurts-Preis[нем.] (2010)[2]
- Zülch-Preis[нем.] (2012)
- Brain Prize (2013)[3][4]
- Премия Румфорда (2019)
- Clarivate Citation Laureate (2019)[5]